# 김찬용
김찬용(2000년 7월 26일 ~ )는 대한민국의 축구 선수로, 포지션은 골키퍼이다. 현재 FC 목포 소속이다.